# Lavazza
Lavazza er en italiensk producent af malede kaffebønner, som hovedsageligt anvendes til espresso.